# Kortemark in de Tweede Wereldoorlog
Dit lemma behandelt de geschiedenis van Kortemark in de Tweede Wereldoorlog. Door de aanwezigheid van een station en een belangrijk spoorwegknooppunt voor vrachtvervoer werd deze West-Vlaamse gemeente het doelwit van heftige bombardementen. In Kortemark werden de Duitse soldaten in privéwoningen en in bedrijven ondergebracht. De relatie met de bezetter werd moeilijker naar het einde van de oorlog, waardoor het passief en actief verzet groeide.

## Verloop

### Mobilisatie, vluchtelingen en capitulatie
Door de internationale politieke onrust kreeg het dorp Zarren in 1936 de opdracht een alarm te installeren om de bevolking te waarschuwen bij een luchtaanval. In 1938 vond er een eerste mobilisatie plaats. Op 29 augustus 1939 kregen de gemeenten de opdracht om door te geven waar zieken, ouderen, wezen, gevangen en krankzinnigen opgevangen konden worden. Na de oorlogsverklaringen van Engeland en Frankrijk aan Duitsland op 3 september 1939 besloot de Belgische overheid over te gaan tot mobilisatie van het leger. In Kortemark konden zo veel seizoenwerkers die jaarlijks naar Frankrijk gingen niet aan de slag. Voor de betrokken gezinnen betekende dit een groot inkomensverlies, doordat de militievergoeding heel wat minder was dan het inkomen uit seizoenarbeid. Ook leerkrachten van de lokale scholen moesten door hun militieplicht vervangen worden door leerkrachten uit de omgeving.
Begin 1940 werd het onderbrengen van vluchtelingen bij een eventuele oorlog reeds voorzien. De gemeenten in het Westen van het land kregen een gemeente uit het Oosten van het land toegewezen om onderdak te bieden aan hun vluchtelingen. Zarren zou bewoners uit Weerst onderbrengen. Kortemark zou, naast Koekelare en Ichtegem, aan vluchtelingen uit Heusy opvang bieden. Door de Blitzkrieg werden de oorspronkelijke plannen snel achterhaald en moest men onderdak bieden aan vluchtelingen uit alle streken. De Zusters van Heule in Zarren boden onderdak aan vluchtelingen uit Sint-Denijs, deelgemeente van Zwevegem, in de klaslokalen van de school. De keuken werd enkele dagen later gebruikt door het Rode Kruis om gewonde soldaten te verzorgen. Toen het Duitse leger tot bij Abbeville kwam, trok het Belgische leger terug, waarbij ze ook in Kortemark halt hielden. Na de capitulatie keerden ook de vluchtelingen uit Kortemark terug die naar Frankrijk waren getrokken. De Duitse infanteriedivisies 216 en 255 kwamen op 28 mei de gemeente binnen.
Aan het einde van de oorlog, na de bevrijding van Kortemark op 7 september 1944, werden vluchtelingen uit Antwerpse scholen, zowel leerkrachten als leerlingen, naar Kortemark overgebracht. Ze werden ondergebracht bij de lokale bevolking en de leerlingen kregen les in de onderhoudsklassen van het pensionaat.

### Inkwartiering van Duitse soldaten
De soldaten van het Duitse leger werden zowel in privéwoningen als bedrijfsgebouwen ondergebracht.
- In hooizolders van boerderijen werden soldaten ondergebracht. Stallen werden leeggemaakt en gebruikt voor paarden, wagens en materiaal.
- De vlasfabriek 'Deprez' in de Nieuwstraat werd gebruikt als provianddepot, waarbij ook de woning werd gebruikt voor de wacht.
- In de herberg "De Arend" werden Duitse officieren ingekwartierd.
- De gebouwen van de middelbare landbouwschool werden gebruikt voor het herbergen van Duitse soldaten. De studiezalen werden slaapzalen en officieren werden ondergebracht in de kamers van de leerkrachten.[4]
- De kloosterzusters van de orde 'Zusters van Heule' werden verplicht de schoolgebouwen in Zarren ten dienste te stellen van 250 soldaten, waarna de kinderen les kregen bij mensen thuis die hun huis beschikbaar stelden.[1]

Voor het inkwartieren werd een vergoeding aan de eigenaars betaald. Het bedrag hing af van wie of wat er werd ondergebracht en waar. Daarnaast was er ook een financiële regeling voor de verwarming.

### Situatie in de scholen
- In het onderwijs werden de schoolboeken op vraag van de Duitse overheid herwerkt om er voor te zorgen dat het Duitse volk positief werd beschreven. De leerkrachten werden actief gecontroleerd op wat ze onderwezen.[2]
- In 1941 en 1942 werden de leerlingen van de landbouwschool ondergebracht in de gebouwen van het pensionaat omdat de gebouwen van de landbouwschool ingenomen werden door de Duitse soldaten.
- Aan het einde van de oorlog groeide het aantal leerlingen in het pensionaat tot het dubbele. De oorzaak hiervan was dat plattelandsscholen als veiliger werden aanzien omdat ze minder kans hadden gebombardeerd te worden. Daarnaast was de welvaart onder de landbouwers gestegen door de oorlogssituatie en hadden ze meer middelen om hun kinderen naar het pensionaat te sturen.[4]
- De Markhoveschool in de Ichtegemstraat werd in 1944 in beslag genomen door de SS. Van juli tot september werden er 335 politieke gevangenen uit Polen en uit de Sovjet-Unie ondergebracht. Ze werden er gevestigd om er te werken aan een V1-basis.

### Burgemeesters
- In Kortemark werd Willy Louwaege als burgemeester herkozen na de verkiezingen van 16 oktober 1938. Op 20 juli 1944 werd hij door de bezetters ontslagen. Urbain Dewispelaere uit Zedelgem nam zijn functie over.[5] Hij bleef burgemeester tot 8 september 1944 waarna Willy Louwaege de functie weer opnam.
- In Handzame bracht Andries Devos het tot burgemeester na de verkiezingen van 1938. Hij was een Vlaams-nationalist, maar geen lid van het VNV, het Vlaamsch Nationaal Verbond. Begin oktober 1944 werd hij toch uit zijn ambt ontzet. Schepen Maurits Darras werd vervolgens waarnemend burgemeester tot 31 mei 1945.
- Werken had burgemeester Alois Hooghe. Na zijn dood, op 25 oktober 1940, werd hij niet officieel vervangen. Schepen Gustaaf Vandenberghe bestuurde de gemeente. Op 25 mei 1945 werd André Ampe de verkozen burgemeester.
- In Zarren was Ch. Vannieuwenhuyse de verkozen burgemeester na de verkiezingen van 16 oktober 1938.

### Tegenstand en verzet
- Vanaf 1942 werden de mannen tussen 18 en 50 jaar en de ongehuwde vrouwen tussen de 21 en 35 jaar opgeroepen voor de 'Werbestelle', een verplichte tewerkstelling waarbij de bezetter Belgische werkkrachten naar Duitsland stuurde om daar de oorlogseconomie van arbeidskrachten te voorzien. Dit werd voor Kortemark georganiseerd door het 'Arbeidsambt van Roeselare'. Werkweigeraars werden actief opgespoord door de 'Geheime Feldpolizei' waardoor velen zich verborgen hielden of naar Frankrijk vluchtten. Daarnaast werden mensen ook opgeëist voor niet-militaire arbeid, in de gemeente zelf. In dergelijke gevallen werd er een vergoeding uitbetaald, die te vergelijken was met de lonen die bepaald werden door de Belgische arbeidswetgeving.[7]
- Het verzet bestond dikwijls uit passief verzet zoals bij de werkweigeraars, maar ook actiever zoals bij de mensen die hen onderdak boden. Het passief verzet bestond ook uit het doelbewust niet deelnemen aan acties van de bezetter.
- Het Geheim Leger in Zarren, onder leiding van Cyriel Boone, hielp mee om piloten van neergeschoten geallieerde vliegtuigen uit de handen van de Duitsers te houden.
- Eugeen Sanders, adjudant bij de inlichtingendienst MARC, slaagde erin, als bediende bij de NMBS om berichten door te seinen voor het Geheime Leger. Op 25 juli 1944 is hij door de Geheime Feldpolizei opgepakt
- De spoorwegen waren een belangrijk doelwit van het verzet. Het spoor was zeer belangrijk voor het transport van troepen, oorlogsmateriaal voorraden en gevangenen.
  - Omdat men het spoorwegpersoneel zoveel mogelijk in veiligheid wilde houden bij aanslagen op het spoor, was een belangrijke taak van het verzet het doorgeven van de momenten waarop het risico voor het personeel het kleinst was.
  - Op 20 juli 1944 werd een Duitse herstellingstrein in brand gestoken, op hetzelfde moment waarop een goederentrein gebombardeerd werd tussen Zarren en Esen.
  - Op 25 augustus 1944 werden twee locomotieven beschoten op de lijn 'Sint-Jozef - Kortemark'.
  - Op 28 augustus 1944 werd tussen Zarren en Handzame een Duitse hospitaaltrein vernield.
  - Op 30 augustus 1944 werd de reizigerstrein Adinkerke-Lichtervelde aangevallen.
  - Het Geheim Leger in Zarren,  kreeg de opdracht van het Geheim Leger in Oostende om in de nacht van 3 en 4 september 1944 het spoorverkeer te vertragen. Met dynamiet vernietigden ze de brug over de Zarrenbeek waardoor de goederentrein, met Duitse soldaten, definitief vast kwam te zitten. Tot na de bevrijding op 7 september bleef treinverkeer op deze lijn zo goed als onmogelijk. Een trein met naar schatting tweehonderd gevangenen (Joden en politieke gevangenen) kon hierdoor niet vertrekken vanuit Diksmuide. De gevangenen werden eerst uit de wagons gehaald om zich voor te bereiden voor een voettocht naar Brugge maar werden uiteindelijk door de Duitsers achtergelaten bij de berichten over de komende bevrijding.
- De politieke gevangenen die in Markhove ondergebracht waren zouden op 31 augustus richting Duitsland vertrekken. Omdat ze vermoedden dat ze in het concentratiekamp in Buchenwald zouden belanden, besloten ze een ontsnappingspoging te wagen. Vermoedelijk 42 gevangenen ondernamen de ontsnappingspoging, waarbij er drie neergeschoten werden. Twee gevangenen werden neergeschoten bij de vlucht, een derde werd na een klopjacht gevangen en geëxecuteerd. De overigen zijn uit de handen van de Duitsers gebleven, mede door hulp van de lokale bevolking bij wie ze konden onderduiken.

### Bevrijding
De getuigenverslagen spreken vooral over het wegtrekken van de Duitse soldaten. Aanvankelijk ging dit op een ordelijke manier, in grote colonnes, maar na verloop van tijd verliep het chaotischer. In kleinere groepen probeerden ze naar Duitsland terug te keren. Tijdens de bevrijding zijn de geallieerden niet door Kortemark zelf getrokken. Langs de weg van Diksmuide naar Torhout trok de Canadese vierde divisie en via de wijk 'De Geite' trok de eerste 'Polish Armoured Division' naar Hooglede.  Kortemark werd gespaard van grondgevechten. De luchtgevechten daarentegen waren intens. Na de terugtrekkende Duitsers kwamen de gevangenen die door de Duitsers aan het lot werden overgelaten.
Handzame en Edewalle hielden op 14 september 1944 reeds een bevrijdingsstoet. In Kortemark-Elle vond er een bevrijdingsstoet plaats in de zomer van 1945, of zelfs 1946. Op 1 juli 1945 was er de 'Viering van den V dag' in Zarren.

## Nasleep
Door de chaos die de blitzkrieg, de bezetting en de bevrijding veroorzaakte zijn geen exacte cijfers gekend over het aantal gesneuvelde Kortemarkse soldaten en Kortemarkse burgerslachtoffers. 
De bevrijding betekende dat wie verdacht werd met de Duitsers te hebben samengewerkt, gestraft werd. Er werd een heuse jacht gemaakt op 'collaborateurs'. Huizen, winkels en herbergen van mensen die met de bezetters hadden samengewerkt of handel dreven, werden geplunderd of gevandaliseerd. Onder hen waren bewoners die zelf met de Duitsers hadden gewerkt maar deelnamen aan de vergeldingsacties om zo buiten schot te blijven.
De bombardementen op het station, tijdens de "Grote Boetedag" op 20 juli 1944 hadden een grote indruk achter gelaten. De gelovigen spraken over 'het mirakel'. Op 27 juli werd reeds toestemming gegeven voor het publiceren van bidprentjes ter ere van 'Onze Lieve Vrouw van Troost' voor het beschermen van de gelovigen. Op 20 juli 1945 vond een grote gedenkdag plaats die de volgende jaren telkens gevierd werd. In 1948 werd een eerste 'processie' of bedevaart georganiseerd. Deze vond jaarlijks plaats tot en met 1967.

### Oorlogsschade

#### Oorlogsmonument

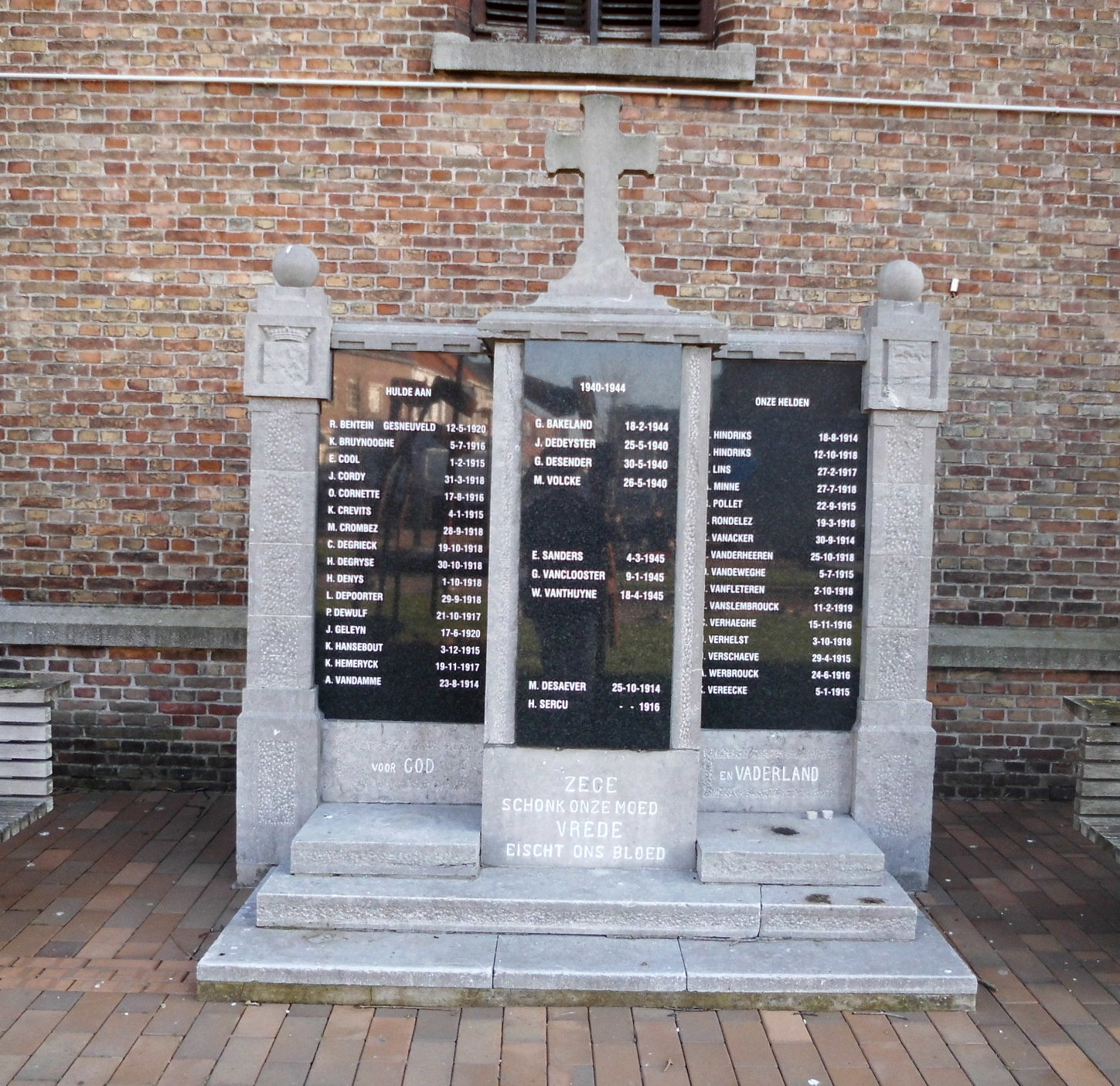
Gedenkteken voor de Kortemarkse burgerlijke en militaire slachtoffers van de twee wereldoorlogen.

Na de Eerste Wereldoorlog was er een standbeeld geplaatst van een soldaat die zijn geweer vasthield. Het standbeeld heeft de Tweede Wereldoorlog niet overleefd.

#### Sint-Martinuskerk (Werken)

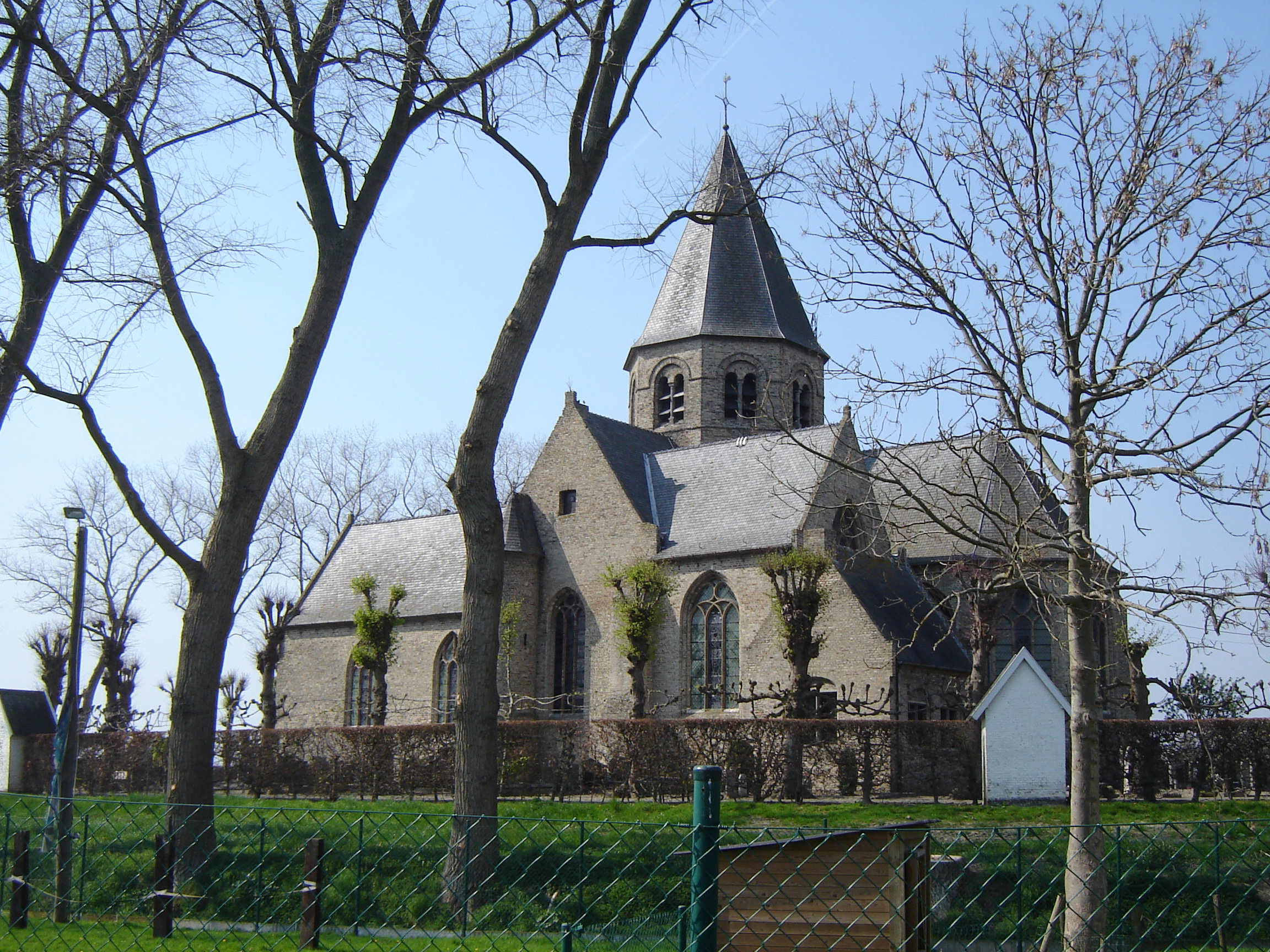
De Sint-Martinuskerk

De kerk werd reeds in de Eerste Wereldoorlog vernield. Het werd tussen 1925 en 1928 hersteld, naar het model van voor de oorlog, met enkele aanpassingen. Ook het omringende kerkhof werd tussen 1924 en 1925 hersteld. In de Tweede Wereldoorlog werd de kerk opnieuw geraakt in de nacht van 30 naar 31 juli 1943. Door de brand- en fosforbommen brandde ze volledig uit. Enkel de sacristie en de calvarie aan de noordzijde overleefden de bombardementen. Tussen 1947 en 1950 werd de kerk nogmaals hersteld. In de nieuwe ramen wordt de geschiedenis van deze kerk verteld.

#### Station

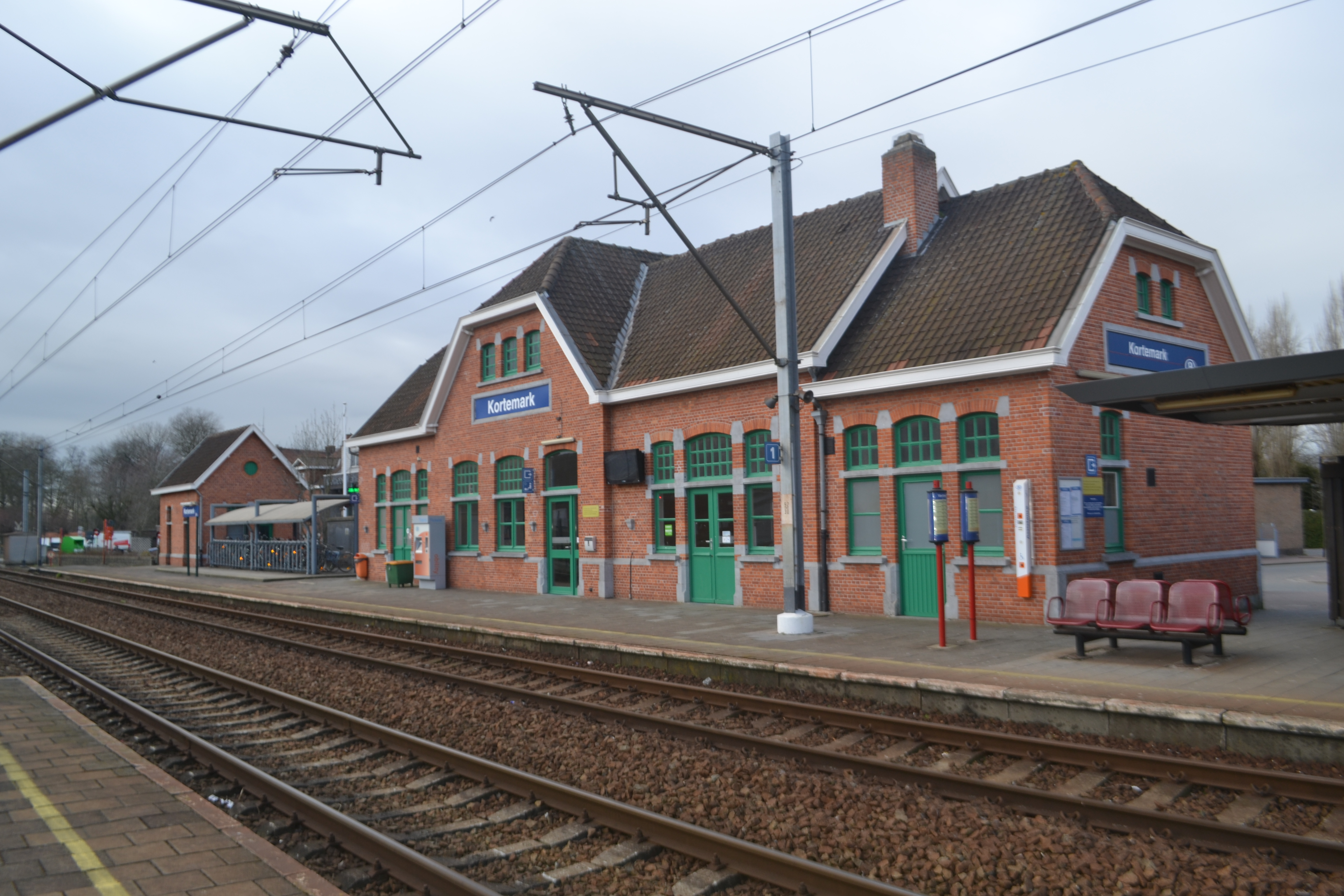
Station van Kortemark

In de loop van de oorlog werden er meer dan vijftig luchtaanvallen uitgevoerd op het station van Kortemark. De zwaarste aanval was het bombardement op 20 juli 1944 om ongeveer 19 uur. De reizigers van de trein uit Adinkerke konden nog net op tijd bescherming vinden in de schuilkelders naast het station.
Op deze dag, de "Grote Boetedag", kende de dienst een uitzonderlijke hoge opkomst. Er werden stoelen uit de herbergen aan de markt en uit de Gildezaal bijgezet. Schattingen van de opkomst gaan van 1000 tot 2000 deelnemers. De kerk werd niet getroffen door de aanvallen. Door de grote opkomst bevonden veel bewoners van de getroffen huizen zich in de kerk.
Om dit te herdenken is er jarenlang een processie geweest, ter ere van de O.L. Vrouw van Troost.